# Táliga
Táliga község Spanyolországban, Badajoz tartományban. Táliga Alconchel és Olivenza községekkel határos. Lakosainak száma 660 fő (2024).

## Népesség
A település népessége az utóbbi években az alábbiak szerint változott:
| Lakosok száma | 762  | 712  | 677  | 801  | 777  | 746  | 708  | 665  | 674  | 660  |
|               | 2001 | 2004 | 2006 | 2009 | 2011 | 2014 | 2016 | 2019 | 2021 | 2024 |